# Włodzimierz (Szymkowicz)
Włodzimierz, imię świeckie Wasilij Szymkowicz (ur. 14 stycznia?/26 stycznia 1841 w Tieriechowce, zm. 6 stycznia 1926 w Woroneżu) – rosyjski biskup prawosławny.

## Życiorys
Był synem kapłana prawosławnego. Ukończył seminarium duchowne w Mohylewie, zaś w 1867 uzyskał dyplom Kijowskiej Akademii Duchownej. 28 lipca 1868 został wyświęcony na kapłana jako mężczyzna żonaty i został skierowany do pracy duszpasterskiej w cerkwiach Mohylewa. W 1870 równocześnie został wykładowcą seminarium duchownego, które sam ukończył, natomiast rok później obronił dysertację kandydacką w dziedzinie teologii. W 1879 otrzymał godność protojereja. Pięć lat później, po śmierci małżonki, złożył wieczyste śluby mnisze, przyjmując imię zakonne Włodzimierz. Otrzymał godność archimandryty i został przełożonym monasteru Objawienia Pańskiego w Mohylewie.
24 kwietnia 1887 został nominowany na biskupa narewskiego, wikariusza eparchii petersburskiej, zaś 9 maja tego samego roku miała miejsce jego chirotonia biskupia. W sierpniu 1890 przeniesiono go do eparchii charkowskiej jako jej wikariusza z tytułem biskupa sumskiego. W latach 1892–1896 był ordynariuszem eparchii jekaterynosławskiej, zaś przez kolejny rok – jekaterynburskiej. W 1897 został przeniesiony w stan spoczynku, zaś jako miejsce jego stałego pobytu wyznaczono monaster Korsuńskiej Ikony Matki Bożej w Kachowce, następnie zmieniono je na monaster św. Włodzimierza w Chersonezie Taurydzkim.
W styczniu 1900 skierowano go do eparchii woroneskiej jako jej wikariusza z tytułem biskupa ostrogoskiego, równocześnie został przełożonym Akatowskiego Monasteru św. Aleksego. Pozostał w Woroneżu w 1919 po wkroczeniu Czerwonych do miasta i zamordowaniu arcybiskupa woroneskiego Tichona. Nowym ordynariuszem eparchii został arcybiskup Tichon, który szybko przyłączył się do ruchu odnowicielskiego. Biskup Włodzimierz zorganizował wokół siebie zwolenników pozostania w jurysdykcji kanonicznej Rosyjskiej Cerkwi Prawosławnej. W 1923 patriarcha Tichon mianował go nowym ordynariuszem eparchii woroneskiej. Jego jurysdykcję uznawało wtedy pięć świątyń w Woroneżu, pozostałe poparły odnowicielstwo. W 1924 władze radzieckie osadziły go w areszcie domowym, a po zwolnieniu zabroniły publicznego wygłaszania kazań. Biskup Włodzimierz nie zastosował się do zakazu. W 1925 locum tenens Patriarchatu Moskiewskiego metropolita kruticki Piotr nadał mu godność metropolity. 
Na początku roku następnego metropolita woroneski zmarł i został pochowany na terenie monasteru, którym zarządzał. Jego pogrzeb poprowadził metropolita kurski Nazariusz w asyście biskupa starickiego Piotra i ponad 30 kapłanów. Jego nagrobek nie zachował się.
Odznaczony orderami św. Anny I stopnia i św. Włodzimierza III stopnia.